# Метава
Метава (словен. Metava) — поселення в общині Марибор, Подравський регіон‎, Словенія.